# Julien Mignot
Pour les articles homonymes, voir Mignot.
 (novembre 2020).
Julien Mignot est un photographe français né à Beaumont en 1981.

## Biographie
À vingt ans, ses premiers reportages le catapultent dans les coulisses des défilés de mode. Sa passion surpasse ses études, et même s’il obtient un master en géographie, il fera de la photographie son métier. 
Il collabore avec de nombreux supports allant de Libération à Elle en passant par M le Monde, puis s'internationalise en même temps qu'il se tourne de plus en plus vers le portrait en travaillant pour le New York Times, Grazia, le M, l’Express Style, Sport and Style ou encore le New Yorker. 
« À l'origine du studio J'adore ce que vous faites !, ce photographe s'est distingué, entre autres, par ses portraits de stars, ses reportages dans le monde de la mode, et de la Philharmonie de Paris ». Il met également son regard au service des maisons de disque et signe la couverture de nombreux albums, tout en veillant à conserver un éclectisme précieux, du classique de Claudio Abbado à la pop de Jeanne Added en passant par Izia, le quatuor Ebène, Rodolphe Burger ou encore Yuksek. 
Son premier livre 96 Months est publié en 2018 aux éditions Filigranes, un recueil de 96 photographies accompagné d'un texte de Philippe Azoury et d'une playlist de Jeanne Added. « Entre deux prises de vue utilitaires, (Julien Mignot) vole des instants au temps, retient la fuite comme on essaye de capturer un songe ».
En 2019, il écrit et réalise son premier court métrage, Sous la peau, produit par Composites Films avec Victoire Du Bois, Damien Bonnard et Mathieu Amalric.
Ses séries Screenlove et Today, Time Is Close ont été exposées aux salons Unseen, Art Paris et Approche. Le Centre photographique de Clermont-Ferrand lui dédie une rétrospective au printemps 2020. « Des paillettes de Cannes, en passant par le voyeurisme, inspiré par les webcams sexy, en passant par des archives prises à l’argentique ou encore les bouleversements liés à la musique, Julien Mignot livre une partie de lui-même et dévoile ses obsessions. »« Dans l’exposition « Le Photographe et son double » (...), Julien Mignot donne à voir son travail – l’œuvre, mais aussi le cheminement pour y parvenir ». À cette occasion, il présente une série inédite issue d’une résidence à la Coopérative de mai, salle de concert emblématique de Clermont-Ferrand, qui fête ses 20 ans. Il publie aux côtés de JD Beauvallet le livre 20 yo, no music, no life!, une ode à la jeunesse et la musique aux éditions Filigranes.

## Expositions personnelles
- 96 Months - Galerie Intervalle, Paris, France, 2017
- Screen Love - Wait for me, Galerie Intervalle, Paris, France, 2019
- Screen Love - Wait for me, Nuit Blanche, Paris, France, 2021
- Le Photographe et son Double - Hôtel Fontfreyde (centre photographique), Clermont-Ferrand, France, 2020
- Today, Time Is Close - Paris Photo, Paris, France, 2022
- Before the night is over - Galerie Intervalle, Paris, France, 2023
- Julien Mignot solo exhibition, Seoul, Corée du Sud, 2023
- So Far So Close - Galerie Esther Woerdehoff, Paris, France, 2024
- Horizons - Rencontres Photographiques, Lorient, France, 2024

## Publications
- Esprit Vintage, texte de Philippe Di Folco, postface de Michel Maffesoli, Nova press / Fnac, 2011  (ISBN 9782360150229).
- avec Philippe Azoury, 96 Months : 2009-2016, Trézélan/impr. en Italie, Éditions Filigranes, 2018, 176 p. (ISBN 978-2-35046-453-4)
- avec Jean-Daniel Beauvallet, 20 : no music, no life!, Trézélan/impr. en Italie, Éditions Filigranes, 2020, 360 p. (ISBN 978-2-35046-499-2).
- avec Vincent Lappartient, Tranchants : 132 lames, Landebaëron/impr. en Italie, Éditions Filigranes, 2021, 344 p. (ISBN 978-2-35046-553-1)

## Filmographie

### Court-métrage
- Sous la peau, produit par Composites Films, 2019

### Clips
- The Wash - TwoFace, produit par Superette, 2020
- Jeanne Added - Air, produit par Composites Films et Superette, 2020
- Vianney - Merci pour ça, produit par Superette, 2020
- Jeanne Balibar - Encore ! Encore !, produit par Cheeese Productions, 2023